# Canarium madagascariense
Canarium madagascariense Engl., 1883 è una pianta arborea appartenente alla famiglia delle Burseracee. Originaria del Madagascar, ove è nota come ramy, produce una resina aromatica simile all'incenso.

## Descrizione
È una specie arborea caducifoglia con fusti che possono raggiungere altezze di oltre 35 m., con una corteccia di colore bruno o grigiastro, contenente una resina aromatica biancastra.

Presenta foglie alterne, imparipennate, composte da 2 a 9 paia di foglioline, lunghe circa 25 cm.

È una specie dioica, con infiorescenze terminali o ascellari lunghe sino a 35 cm, che raggruppano da 6 a 15 fiori unisessuati, campanulati, di colore bianco.

Il frutto è una grossa drupa ovoidale indeiscente lunga circa 5 cm, di colore violetto a maturità, con polpa giallastra.

## Biologia
È una specie eliofila a crescita rapida.
I suoi frutti sono un'importante risorsa alimentare per molte specie di lemuri e altri piccoli mammiferi.

## Distribuzione e habitat
La specie è un endemismo del Madagascar.
Lo si può trovare sia nelle foreste umide che nelle foreste decidue in prossimità dei corsi d'acqua, dal livello del mare sino a 2000 m di altitudine. In Tanzania è molto raro e lo si trova in lembi residuali di foresta di bassa quota, sino ai 300 m di altitudine.

## Usi
Il legname di questa specie è molto apprezzato in ebanisteria. In Madagascar è inoltre comunemente utilizzato per la costruzione di piroghe.

La resina aromatica che si estrae dalla corteccia è impiegata nelle cerimonie rituali in maniera simile all'incenso. Può inoltre essere utilizzata come collante e per il calafataggio delle imbarcazioni.